# Emanuel Mori
Emanuel Mori, detto Manny (Fefen, 25 dicembre 1948), è un politico micronesiano, presidente degli Stati Federati di Micronesia dal 2007 al 2015.

## Biografia
Nato nell'isola di Fefen, ha origini giapponesi. Studiò e si diplomò presso la Xavier High School. Nel 1969 studiò presso l'Università di Guam.
Nel 1976 divenne sottosegretario dell'Ufficio per la sicurezza sociale del Territorio fiduciario delle Isole del Pacifico.
Nel 1979, divenne responsabile nazionale del fisco dello Stato di Chuuk, amministrando l'ufficio delle imposte. Divenne controllore della FSM Development Bank dal 1981 fino al 1983 e successivamente come presidente e direttore esecutivo fino al 1997.
Finalmente, divenne Vicepresidente Esecutivo della Banca degli Stati Federati di Micronesia dal 1997 al 1999, quando venne eletto al Congresso.

## Carriera politica
Mori venne eletto al Congresso degli Stati Federati di Micronesia in una elezione speciale realizzata il 1º luglio del 1999. Fu rieletto successivamente nel 2001, 2003, 2005 e 2007.
L'11 maggio 2007, venne eletto presidente degli Stati Federati di Micronesia, succedendo a Joseph Urusemal. Assunse l'incarico inmediatamente lasciando vacante il suo posto al Congresso.